# Element elektroniczny czynny
Element elektroniczny czynny (aktywny) – element elektroniczny, który jest w stanie wzmocnić prąd elektryczny w odpowiednim układzie elektronicznym. Taki układ można określić jako przetwornik energii elektrycznej na siłę elektromotoryczną.
Dla układu z elementem elektronicznym czynnym całka z mocy jest ujemna dla pewnego {\displaystyle t{:}}
{\displaystyle \int _{-\infty }^{t}u(\tau )\ i(\tau )\ d\tau <0\quad \bigvee _{t},}
co oznacza, że element czynny wymaga do pracy energii lub sam stanowi jej źródło.
Najważniejsze elementy elektroniczne czynne to:
- tranzystor
- lampa elektronowa

Układy elektroniczne zawierające elementy czynne zwane są układami aktywnymi.